# Persia (Iowa)
Persia è un comune degli Stati Uniti d'America, situato nello Stato dell'Iowa, nella contea di Harrison.